# John Bugeja
John Bugeja (nascido em 1 de dezembro de 1932) é um ex-ciclista maltês que competiu no ciclismo nos Jogos Olímpicos de Verão de 1960, representando o Malta.